# Petroica de Nova Zelanda
La petroica de Nova Zelanda (Petroica macrocephala) és una espècie d'ocell de la família dels petròicids (Petroicidae) que habita boscos i matolls de les illes principals de Nova Zelanda, i a les Chatham, Auckland i Snares.

## Taxonomia
Alguns autors consideren la població de les illes Snares, com una espècie diferent:
- Petroica dannefaerdi (Rothschild, 1894) - petroica de les Snares[3]